# Lampaza (Rairiz de Veiga)
Lampaza (llamada oficialmente Santa María de Lampaza) es una parroquia y un lugar del municipio español de Rairiz de Veiga, en la provincia de Orense, Galicia.

## Organización territorial
La parroquia está formada por seis entidades de población:
- Castrelo
- Crespos
- Gándara
- Lamadepaio (Lama de Paio)
- Lampaza
- Padroso (Pedroso)

## Demografía

### Parroquia
| Gráfica de evolución demográfica de Lampaza (parroquia) entre 2000 y 2023 |
|                                                                           |
| Datos según el nomenclátor publicado por el INE.                          |

### Lugar
| Gráfica de evolución demográfica de Lampaza (lugar) entre 2000 y 2023 |
|                                                                       |
| Datos según el nomenclátor publicado por el INE.                      |